# Villa Quaranta, De Vecchi
Villa Quaranta, De Vecchi è una villa veneta risalente alla seconda metà del XVI secolo. Essa si trova a Ospedaletto di Pescantina, nella provincia di Verona.
Nel 1667 se ne ha traccia in un inventario delle proprietà della famiglia Quaranta. Dopo essere stata di proprietà di Pietro Moro passa nel XIX secolo ai conti Butturini. Successivamente la villa cambiò più volte di proprietà, oggigiorno, dopo un restauro avvenuto nel 1997, è divenuta un hotel e centro congressi.
La residenza padronale è costituita in un unico corpo a due piani. Gli interni sono ornati da numerosi affreschi.